# Ruikankari
Ruikankari är en ö i Finland.   Den ligger i kommunen Raumo i den ekonomiska regionen  Raumo ekonomiska region  och landskapet Satakunta, i den sydvästra delen av landet, 220 km nordväst om huvudstaden Helsingfors.
Terrängen på Ruikankari är varierad.  I omgivningarna runt Ruikankari växer i huvudsak barrskog.